# 6523 Clube
6523 Clube este un asteroid care intersectează orbita planetei Marte.

## Descriere
6523 Clube este un asteroid care intersectează orbita planetei Marte. Asteroidul prezintă o orbită caracterizată de o semiaxă mare de 2,65 ua, o excentricitate de 0,42 și o înclinație de 26,6° în raport cu ecliptica.